# Alberto Breglia
Alberto Breglia (Napoli, 7 agosto 1900 – Roma, 19 agosto 1955) è stato un economista italiano.

## Biografia
Alberto Breglia fu insegnante di economia politica e statistica presso l'Università di Sassari dal 1930 al 1934. Trasferitosi nella seconda metà degli anni '40 presso l'Università La Sapienza di Roma ebbe come assistente e come collaboratore Paolo Sylos Labini. Quest'ultimo presentando il suo libro postumo "Reddito sociale" nato dalla sua trascrizione delle lezioni di Breglia ha scritto nella prefazione: “Breglia pensa tutto il tempo in termini di sviluppo; e considera essenzialmente inaccettabile la
distinzione fra ‘statica’ e ‘dinamica’. Le sue analisi e i suoi insegnamenti potranno convincere o non
convincere; ma non debbono essere valutati col metro degli schemi tradizionali – intendo: della
tradizione più recente; vanno piuttosto ricollegati a una tradizione più antica, ossia al pensiero degli
economisti classici, che più volte Breglia ricorda in questo libro” (Breglia, 1965, p. XI).”Dedicò i suoi studi alle relazioni tra sviluppo economico e trasformazioni istituzionali. Nel 1950 partecipò alla Conferenza Economica Nazionale ove la CGIL propose il Piano del lavoro.

## Pubblicazioni
- 1965 - Reddito sociale (postumo)
- 1955 - L'economia da punto di vista monetario
- 1942 - Temi di economia e vita sociale